# Johnny Orlando
Johnny Orlando (født 24. januar 2003) er en sanger fra Canada med mere end tre millioner følgere på Youtube. Han har udgivet en single, der hedder "Let Go" med 14 millioner afspilninger. Han har også udgivet sin egen ep VXIIXI i december 2015 med sangene "You and I", "Right by Your Side", "See the Word" og "VXIIXI". I hans familie er der hans mor, far og hans tre søstre. Han begyndte med at lave musik, da han var 8 år gammel.